# Meriania calophylla
Meriania calophylla é uma espécie de planta do gênero Meriania e da família Melastomataceae.

## Forma de vida
É uma espécie terrícola e arbórea.

## Descrição
Árvores de 3-16 metros de altura; indumento ferrugíneo, tomentoso, tricomas dendríticos, dendrítico-papilosos e glandulosos, caducos ou não. Ela tem folhas anisófilas ou isófilas; lâmina coriáca, elíptica ou obovada, base obtusa a arredondada, ápice agudo ou obtuso, margem inteira, revoluta, domácias ausentes; 3-5 nervuras acródromas.
Seus tirsóides 9-17 centímetros de comprimento, terminais, eretos; pedúnculo 3-6,5 centímetros de comprimento; brácteas foliáceas. Ela tem flores pentaméricas; hipanto coriáceo, estreito-campanulado, levemente urceolado na frutificação, não costado; torus glanduloso; cálice regularmente valvar, lacínias com lobos externos 3-5 milímetros de comprimento, lineares, crassos, lobos internos com cerca de 1 milímetros de comprimento, triangulares.
Suas pétalas têm 14-19 milímetros de comprimento, róseas, crassas, verrucosas; estames de dois tamanhos, antessépalos com anteras de 10-15  milímetros de comprimento, apêndice ascendente, antepétalos com anteras; ovário livre no interior do hipanto, 5-locular, estilete de 15-20 milímetros  de comprimento, glabro.
Seus frutos tem 16-33 milímetros de comprimento (com pedicelo), porção fértil (hipanto+ovário) com 10-20 milímetros de comprimento
| Caule                             | Caule                                     |
| --------------------------------- | ----------------------------------------- |
| tricoma                           | glanduloso/dendritico/dendritico papiloso |
| Folha                             |                                           |
| pecíolo                           | comprimento evidente                      |
| consistência                      | coriácea                                  |
| base                              | obtusa/arredondada                        |
| ápice                             | agudo/obtuso                              |
| margem                            | inteira/revoluta                          |
| nervura acródroma                 | 3/5                                       |
| domácia                           | ausente                                   |
| Inflorescência                    |                                           |
| posição                           | ereta                                     |
| pedúnculo                         | curto comprimento até 10 centímetros      |
| bráctea forma                     | espatulada                                |
| bractéola                         | desconhecida                              |
| Flor                              |                                           |
| número floral                     | pentâmera                                 |
| hipanto                           | campanulado/urceolado/liso                |
| tórus                             | piloso                                    |
| deiscência do cálice              | regularmente valvar                       |
| pétala                            | crassa/verrucosa                          |
| apêndice ascendente do estame     | presente                                  |
| lóculos do ovário                 | 5                                         |
| Fruto                             |                                           |
| comprimento do hipanto com ovário | longo maior que 7 milímetros              |

## Conservação
A espécie faz parte da Lista Vermelha das espécies ameaçadas do estado do Espírito Santo, no sudeste do Brasil. A lista foi publicada em 13 de junho de 2005 por intermédio do decreto estadual nº 1.499-R.

## Distribuição
A espécie é encontrada nos estados brasileiros de Bahia e Espírito Santo.
Em termos ecológicos, é encontrada no domínio fitogeográfico de Mata Atlântica, em regiões com vegetação de floresta ombrófila pluvial.